# Euzenberg
Der Euzenberg ist ein 285,6 m ü. NHN hoher Berg im Untereichsfeld im südlichen Niedersachsen.

## Geographie

### Lage
Der Berg befindet sich im östlichen Teil des Landkreises Göttingen unweit der niedersächsisch-thüringischen Landesgrenze ungefähr drei Kilometer westlich von Duderstadt. Weitere Nachbarorte sind Tiftlingerode und Immingerode im Südosten, Nesselröden im Südwesten und Westerode im Norden. Eingegrenzt wird der Euzenberg von den Tälern der Nathe im Westen und Norden, der Muse im Osten und dessen Zufluss der Salmke im Südosten.

### Naturräumliche Zuordnung
Der Berg zählt nach der naturräumlichen Gliederung im Blatt Göttingen zum Duderstädter Becken (Nr. 374.2), einem Teil des Eichsfelder Beckens (Nr. 374). Landschaftlich liegt der Euzenberg in der fruchtbaren südlichen Goldenen Mark.

### Aussicht
Vom Euzenberg hat man eine weite Aussicht über das Untereichsfeld bis zum Ohmgebirge im Südosten, dem Zehnsberg im Süden, dem Göttinger Wald im Nordwesten und bei guter Sicht bis zum Harz mit dem Brocken im Nordosten.

## Geschichte
Das Gebiet des Euzenberges wurde bereits in der Jungsteinzeit besiedelt. Im späten Mittelalter befand sich auf dem Berg ein Wartturm der Duderstädter Landwehr, erhalten geblieben ist nur noch ein Ringwall.
In den 1930er Jahren wurde an seinem nordöstlichen Fuße ein Industriegebiet errichtet. 1939 baute der Magdeburger Rüstungsbetrieb Polte eine Fabrik für Flugabwehrgranaten. In diesem Betrieb wurden während des Zweiten Weltkrieges auch Kriegsgefangene und Zwangsarbeiter eingesetzt, 1944 wurde noch ein Außenlager des KZ Buchenwald errichtet. Heute befindet sich dort das Gewerbegebiet Euzenberg.

## Euzenbergturm (Euzenbergkreuz)
1926 wurde am Standort des ehemaligen Wartturmes auf der Kuppe des Euzenbergs der 26,4 m hohe Euzenbergturm als weithin sichtbare Landmarke, Hochkreuz und Aussichtsturm errichtet. Das Bauwerk war eine Stiftung des aus dem nahen Dorf Nesselröden stammenden Berliner Textilkaufmanns Bernward Leineweber (1861–1927) und entstand nach Entwurf des Architekten Franz Borchard junior aus Nesselröden. Das Monumentalkreuz, eine spitz zulaufende Eisenbetonkonstruktion, wird bekrönt von einem dreifachen Doppelkreuz (Papstkreuz), welches auch „Christus-König-Kreuz“ genannt wird. Die Einweihung am 31. Oktober 1926 (Christkönigsfest) geschah durch den Bischöflichen Kommissarius Probst Josef Stübe aus Duderstadt mit apostolischem Segen. Über eine bei der Instandsetzung 2001 angefügte Außenwendeltreppe ist ein Aussichtsumgang zugänglich, der einen weiten Umblick ins Eichsfeld ermöglicht.

## Natur
Der Euzenberg wird überwiegend landwirtschaftlich genutzt. Nur einige steilere Hänge im Westen (Westeröder Holz) und Osten sind bewaldet. Von den umliegenden Orten führen einige Wanderwege auf den Berg, unter anderem der Europäische Fernwanderweg E6. Die geologische Grundlage des Berges besteht aus mittlerem (Bergkuppe) und unterem (am Fuße des Berges) Buntsandstein.

Bildergalerie
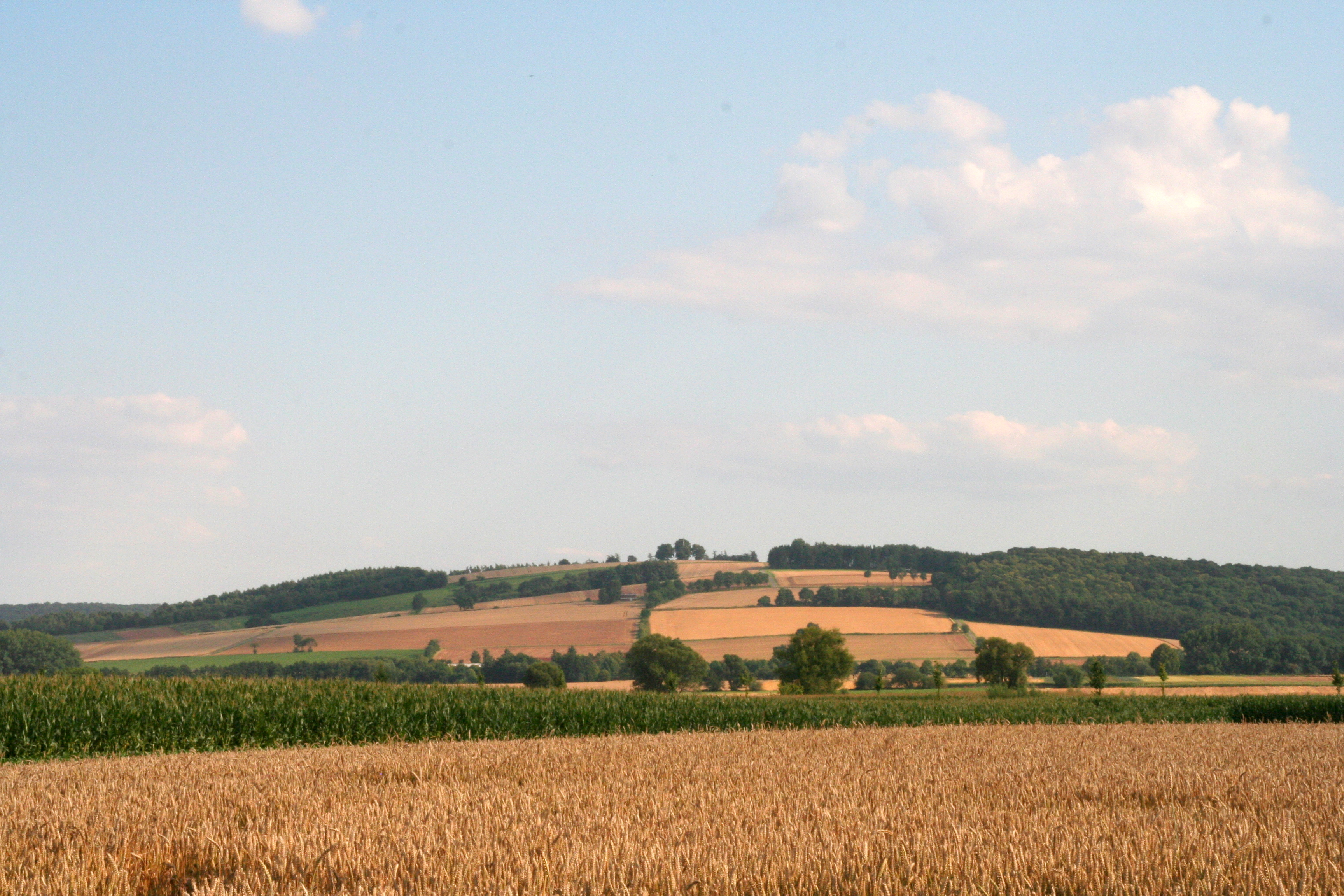
Die Kuppe des Euzenbergs von Ferne, 2009
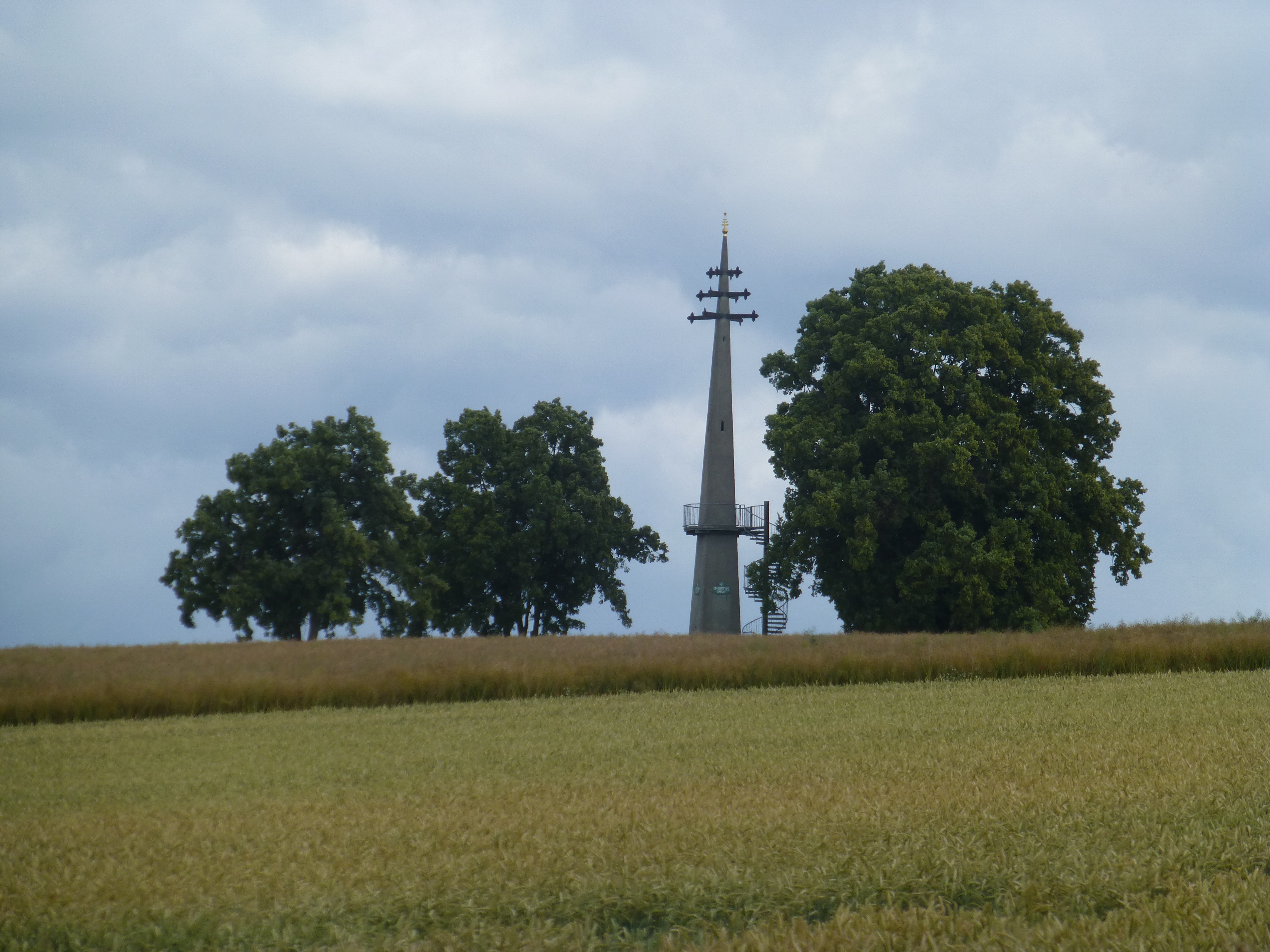
Euzenbergturm, 2016
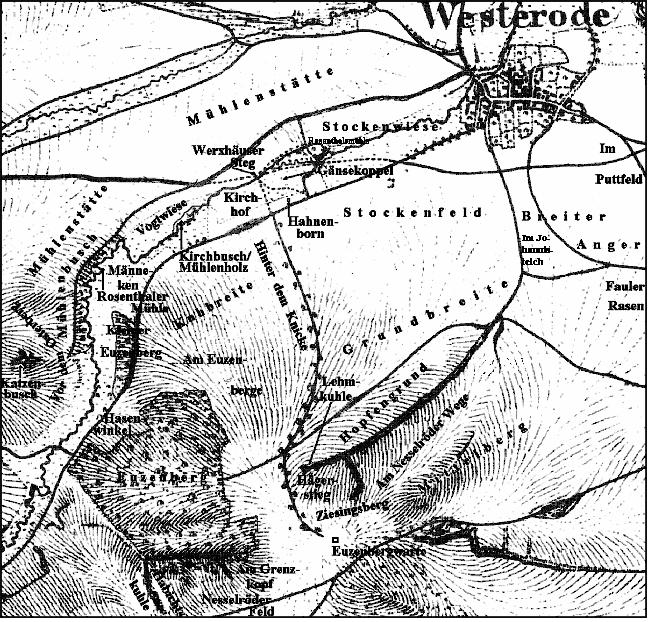
Das Gebiet südlich von Westerode mit historischen Flurbezeichnungen und der damaligen Euzenbergwarte